# XXIXe congrès du Parti communiste français
 (avril 2024).
Si vous disposez d'ouvrages ou d'articles de référence ou si vous connaissez des sites web de qualité traitant du thème abordé ici, merci de compléter l'article en donnant les références utiles à sa vérifiabilité et en les liant à la section « Notes et références ».
Le XXIXe congrès du PCF se tient au Cnit de La Défense, du 18 au 22 décembre 1996.

## Résolutions
Ce congrès voit pour la première fois de l'histoire du PCF[réf. nécessaire] déposé un texte alternatif d'opposition à la direction de Robert Hue. Ce texte est notamment déposé par Rémy Auchedé, Henri Alleg, Georges Gastaud et Jean-Jacques Karman.

## Membres de la direction

### Bureau national
- Secrétaire national : Robert Hue[1]
- Membres réélus : Sylviane Ainardi, Claude Billard, Pierre Blotin, Alain Bocquet, Marie-George Buffet, Jean-François Gau, Jean-Claude Gayssot, Maxime Gremetz, Guy Hermier, Jackie Hoffmann, André Lajoinie, Jean-Paul Magnon, Francis Wurtz et Pierre Zarka.
- Nouveaux membres : Jean-Paul Boré, Nicole Borvo, Dominique Grador, Paul Lespagnol, Annick Mattighello, Bernard Vasseur et Marie-France Vieux.